# Oreocallis
Oreocallis är ett släkte av tvåhjärtbladiga växter. Oreocallis ingår i familjen Proteaceae.
Kladogram enligt Catalogue of Life:
| Oreocallis | \| \| Oreocallis grandiflora \| \| \| \| \| \| Oreocallis mucronata \| \| \| \| |
|            | \| \| Oreocallis grandiflora \| \| \| \| \| \| Oreocallis mucronata \| \| \| \| |
|            | Oreocallis grandiflora                                                          |
|            |                                                                                 |
|            | Oreocallis mucronata                                                            |
|            |                                                                                 |